# إجازة
 الإجازة: لغةً: الإذن، والاستجازة: طلب طالب العلم من أستاذه، وشيخه أن يجيزه بمسموعياته ومروياته، التي حصل عليها، وأن يأذن له بالنقل عنه، فالطالب مجازٌ له، والأستاذ مجيزٌ. ولاتمنح الإجازة إلا لماهر في صنعته، أو متقن لمعارفه. وينبغي للمجيز (أو من أنابه) أن يكتب الإجازة، أو يصدق على صحتها، أو يتلفظ بها «أمام شهود» أو يقتصر على الكتابة مع قصد الإجازة.

## شرح

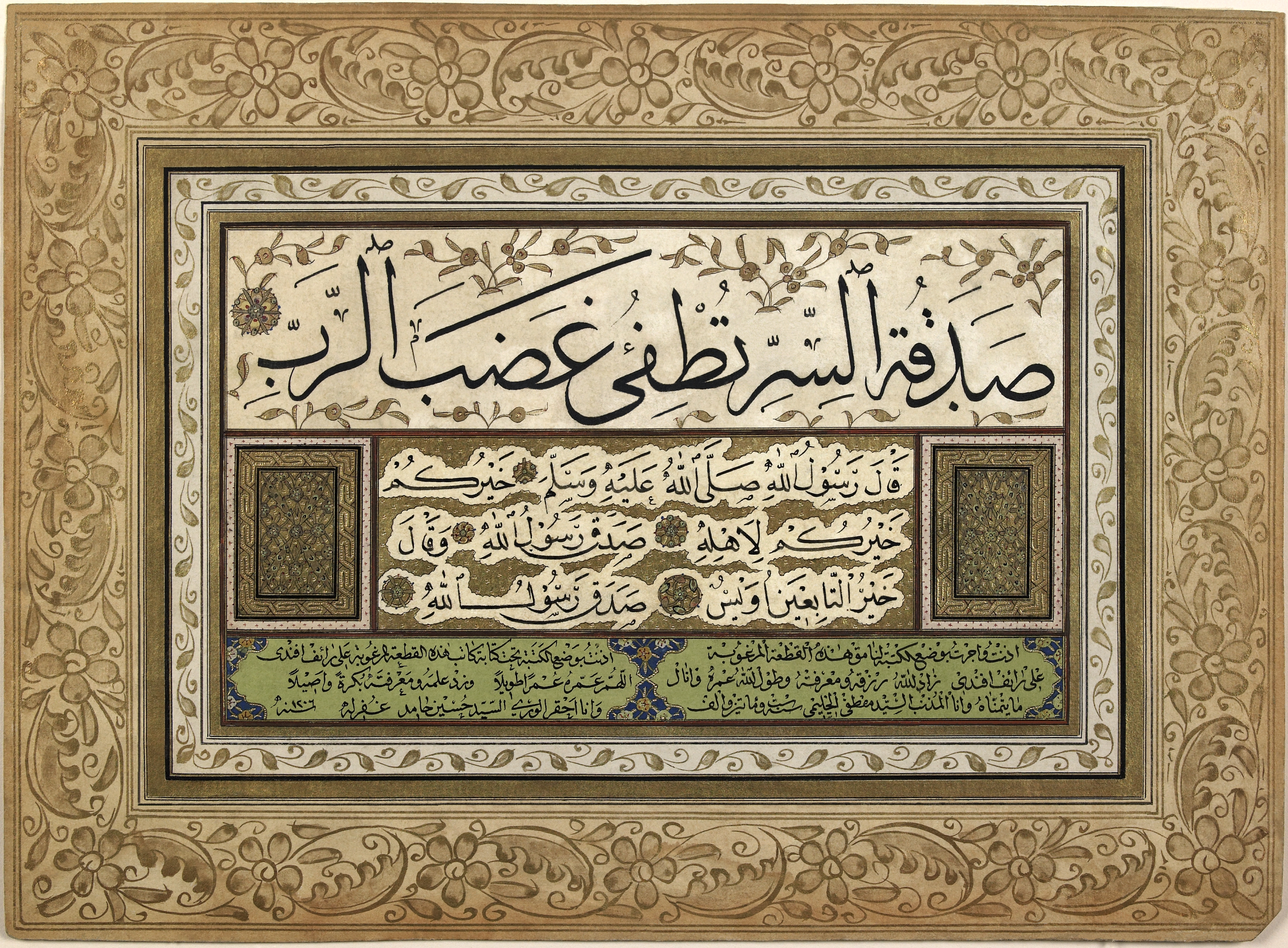
إجازة تشهد لصاحبها وتسمح له بالنقل مكتوبة بخط عربي أصيل.

في ورقة بعنوان «التقليدية في الإسلام: مقال في التفسير»،
للأستاذ بجامعة هارفارد وليام جراهام وفيه يوضح نظام الإجازة في الإسلام على النحو التالي:
هي النظام الأساسي للرحلة في البحث عن المعرفة التي وضعت في وقت مبكر عن طريق طلاب علم الحديث، بما فيها السفر إلى شخصيات محددة (الشيوخ)، وعلى وجه الخصوص من أقدم وأشهر المحدثين، ولكي يسمعون من أفواههم الأحاديث الخاصة بهم والحصول على «الإذن» أو «الإجازة» لنقل هذه الأحاديث وذكر أسمائهم في الإسناد. وعندما يستخدم «نظام الإجازة» هذا اسم الشخصية بدلا من المؤسسات كالشهادات الحالية من المعاهد والجامعات فإنه لا يخدم فقط علم الحديث، ولكن أيضا يساعد على نقل النصوص ومن أي نوع، كالتاريخ، والقانون، والفقه واللغة، والأدب والتصوف وغيرها من العلوم.
إن الإسناد من مخطوطة طويلة وإن كان الحديث قصيراً يجب أن يظهر بشكل مثالي التواصل عن طريق الفم، ووجها لوجه، ونقل النص من المدرس إلى الطالب الذي يجعل النص المكتوب أكثر وثوقاً. في «الإجازة» الرسمية والمكتوبة يمنح المعلم الشهادة تماماً كما هي اليوم بالإضافة إلى الإسناد وما يحتويه عادة من نسب العلماء بالإسناد له أو لها وهكذا لعدد كبير من العلماء إلى النبي عن طريق الصحابة والتابعين، أو ربما إلى مؤلف لكتاب معين.

## تطور الإجازة
اعتمد العرب في جاهليتهم على الرواية والاستظهار لأشعارهم وأنسابهم، وأخبارهم. شأنهم شأن الأمم المجاورة لهم.
وفي أواخر العهد الأموي، ومطلع العهد العباسي، حين بدأ العرب تدوين علومهم وآدابهم حتى منتصف القرن الثاني، كان للرواية السيادة في آداب الجاهلية وآداب صدر الإسلام.
وكان الشعر ديوان العرب يحمله الرواة ويستظهرونه، ويستصوبونه، ويتزيدون فيه أحياناً. وكان رواة الشعر يستجيزون الشعراء رواية شعرهم، وأغلب الرواة شعراء مجيدون، مثل زهير بن أبي سلمى والحطيئة وأبي ذؤيب وغيرهم.
وكانت الرواية وسيلة لتناقل الأخبار، والأنساب. وتتبع الحدث وفصيح للغة. وقد اهتم الناس بالرواة، وتتبعوا أنباءهم. حتى إن معاوية بن أبي سفيان دعا إليه عبيد بن شرية الجرهمي المعمر ليدون أخبار من سلف.
وكذلك فاخرت العرب بأنسابها. وتخصص أناس برواية الأنساب. كأبي بكر الصديق، وعقيل بن أبي طالب، ودغفل النسابة، أما رواة القرآن، وحفظته في صدر الإسلام فهم كثيرون كزيد بن ثابت ومعاذ بن جبل وأبي بن كعب وأبي الدرداء وعبد الله بن مسعودوأنس بن مالك وعبد الله بن عباس والخلفاء الراشدين وغيرهم. فلما قل عددهم في مجاهدة الأعداء جمعت المصاحف واستنسخت ووزعت في الأمصار، ومنع الناس من القراءة غيباً إلا من أجيز.
ولم يدون الحديث الشريف في زمن الرسول وصدر الإسلام، خوفاً من اختلاط ألفاظه بألفاظ القرآن. قال الرسول صلى الله عليه وسلم: «لا تكتبوا عني شيئاً إلا القرآن. ومن كتب عني شيئاً غير القرآن فليمحه». وكتب بعض الصحابة كعبد الله بن عمر الحديث النبوي كما سمعه.
وكان الناس يتناقلون الحديث، ولهذا كثرت الحاديث الكاذبة والموضوعة أو المروية على المعنى لا بألفاظ النبي صلى الله عليه وسلم، فانبرى لجمع الأحاديث الصحيحة علماء غيورون، ووضعوا قواعد أصول الحديث، والجرح، والتعديل، ومناهج رواية الحديث وأصوله وأسانيده.
وكذلك اللغة فكان العرب في الجاهلية وصدر الإسلام، فصحاء السجية إلى أن خالطهم الأعاجم وسكان المدن، وكثر اللحن فيهم. فراح علماء اللغة يدونون فصيحها، ويقعِّدون قواعدها وعلومها ويدرسونها طلابهم ومريديهم ويجيزونهم بالنقل عن الأساتذة والشيوخ والتعلم منهم.
واتخذ العلماء والأدباء نساخاً لهم يملون عليهم من معارفهم، ويجيزونهم بالنسخ، والكتابة، كالجاحظ (ت 255 هـ) الذي قدم للوزير العباسي عبد الملك بن الزيات نسخة من كتاب سيبويه كتبها الفراء وقابلها الكسائي. وصححها الجاحظ بنفسه. وكان حنين بن إسحاقكاتب أجازه يعرف بالأزرق، كما كتب الربيع بن سليمان لأستاذه الإمام الشافعي (ت 204 هـ) كتاب الرسالة، وكتب الجوزجانيلأستاذه الرئيس ابن سينا بعض كتبه التي أملاها عليه. وكثرت الإجازات، والسماعات في القرن السادس الهجري، والسابع الهجري، لكثرة نشوء المدارس ودور الحديث والقرآن، وخاصة في بلاد الشام ومصر، ومثل ذلك الإجازة بالإفتاء والتدريس.
أما المهن والحرف فقد دعت الضرورة إلى إعطاء الأطباء والصيادلة إجازة بممارسة هذه المهنة ومراقبتها لخطورة ممارسة هذه المهنة سياسياً واجتماعياً وصحياً.
وقد لجأ بعض الخلفاء العباسيين إلى إنشاء فرق لمرافقتهم سمّوا بالفتيان كما لاحظ الرحالة ابن بطوطة، وكانوا منقسمين أقساماً وفق حرفهم: كالحلاقين والبزازين وغيرهم، ولكل فئة منهم «شيخ كار» يشرف عليهم، ويعطونه من كسبهم. ولهم زاوية لطيفة يجتمعون فيها. ولايمارس أحد منهم مهنته إلا بإجازة من «شيخ الكار» والمعروف أن العرب سبقوا الغرب في مفهوم الإجازة وأهميتها بزمن طويل.
وظل منح الإجازات العلمية في أوروبا بيد الكرسي البابوي حصراً، حتى القرن الثالث عشر الميلادي، حين منح البابا غريغوريوس التاسع جامعة باريس إعفاءات عدة، ومنها: الحق في منح الإجازة العلمية، ووضع الأنظمة من قبل الأساتذة. وكان للحروب الصليبية دور في نقل كثير من العلوم الإسلامية، وتقاليد الفروسية والفتوة، ونظام الحرف والمهن، المتبع في المشرق إلى أوربا. كما كان لحضارة الأندلس دور في منح الإجازات العلمية من جامعاتها لعدد من الباباوات والعلماء الأوربيين الذين درسوا في معاهدها ومساجدها، ومن أشهر المدارس التي كانت تمنح مثل هذه الإجازات: المدرسة العمرية في دمشق، والجامع الأزهر، وبيت الحكمة في القاهرة، والمدرسة النظامية والمدرسة المستنصرية في بغداد، ومسجد القيروان في تونس، وجامع الزيتونة في تونس، وجامع القرويين في فاسومسجد قرطبة في الأندلس، وكذلك المدرسة العصرونية والمسجد الأموي بدمشق، ومدارس بخارى وسمرقندونيسابور ومساجدها، وغيرها كثير في العالم الإسلامي. وقد تطورت الإجازات في العصر الحديث حتى أصبحت كلمة «إجازة نامة» في اللغة الحديثة تدل على الشهادات الدراسية، وكثر التخصص في العلوم والفنون والآداب والطب والصيدلة وغيرها. وأصبحت الإجازة التربوية والتعليمية ضرورة في التربية، والتعليم لتأهيل حاملها للتعليم خاصة.
وهناك «الإجازة المطلقة الحرة» التي لايستهدف حاملها مهنة التعليم: كالحقوق والعلوم السياسية والاقتصادية وغيرها. وهناك إجازة لممارسة المحاماة، والمرافعة أمام المحاكم.

## أنواع الإجازات وكيفية منحها
تنوعت الإجازات في التراث العربي على اختلاف العصور، والمهن ويمكن تصنيفها على النحو التالي:
إجازات الحديث، والفقه، والقراءات، والتفسير، والعلوم الأساسية، والإجازة بالإفتاء، والإجازة بالتدريس: وتدعى صيغة الإجازات «طرائق التحميل» وهي ثماني طرائق: السماع والإقراء والإجازة المكتوبة والمناولة والكتابة بالمراسلة والإعلام والوصية والوجادة.
ثم صارت «الإجازة» مصطلحاً خاصاً عند علماء مصطلح الحديث، وهي أن يأذن ثقة من الثقات لغيره بأن يروي عنه حديثاً أو كتاباً، سواء أكان ذلك الكتاب من تصنيفه أم كان يرويه عن شيوخه بالإسناد إلى مؤلفه، وتكون هذه الرواية بالإذن معتبرة وموثوقاً بها، وقول صاحبها «أجازني فلان» أو «أخبرني إجازة» ونحو ذلك.
ولفظ الإجازة لايشترط القبول فيها، وهي خمسة أقسام:
1. إجازة مُعيّن لمعيّن سواء كان واحداً أو أكثر: كأجزتك كتاب البخاري، أو أجزت فلاناً جميع ما اشتمل عليه فهرسي.
2. إجازة معيّن في غير معين: كأجزتك مسموعاتي.
3. إجازة العموم: كأجزت الحاضرين.
4. إجازة المعدوم كأجزت لمن يولد، والصحيح بطلانها. ولو عطف على الموجود كأجزت لفلان، ولمن يولد فجائز.
5. إجازة المجاز كأجزت جميع مجازاتي، وهي صحيحة.

ومن محسنات الإجازة أن يكون المجيز عالماً بما يجيزه، والمجاز له من أهل العلم، وهذه الإجازات أو السماعات أو الإقراء، وغير ذلك من طرائق التحميل، تكتب مفردة للمجاز أو مع جماعة هو بينهم، وتسجل في نهاية الكتاب أو حواشيه أو مقدمته أو بجانب عنوانه وبرقعة منفردة أو في كتيب خاص، وتكون صيغة الإجازة نثراً أو شعراً. وقد يكون المجاز له والمجيز ذكر أو أنثى.
وقد يجيز العالم تلميذاً، أو عدة تلاميذ لدرس واحد حضروه، ويسمى هذا الحضور «البلاغ» ولايعد من طرق التحميل والإجازة، وعلى الشيخ المجيز أن يضع علامة البلاغ في الكتاب عند بداية الدرس وفي نهايته في شكل نجمة أو دائرة فيها نقطة أو أية علامة غيرها.
وكاتب الإجازة أو السماع غير المجيز يسمى «كاتب الطباق» أو «الطبقة» أو «مثبت السماع» وهو دليل على ثقة الشيخ وحسن خطه، وقد ينسخ الطالب نسخة عن النسخة المحفوظة في المدرسة أو المسجد، وينقل ما أثبت فيها من إجازات أو سماع (وهي صورة عن أصل) وكانت الإجازات في الحضارة العربية الإسلامية تعطى لكل عالم، فلا تفرقة بين جنس أو دين أو مذهب.
أما معنى السماع: فهو سماع لفظ الشيخ: أي تحديث من غير إملاء. من محفوظات الشيخ، أو من كتابه. مع الإجازة للتلميذ. وهو جماعي.
أما الإقراء: فهو القراءة على الشيخ سواء قرأ المجاز له من كتاب الشيخ أو من حافظته، أو قرأه غيره، وهو يسمع، وإمساك الأصل عند البعض ضروري. والإقراء منفرد.
أما المناولة: فهي أن يدفع الشيخ أصل سماعه، أو مقابلاً به للتلميذ أو يعرض عليه الطلب فيقول: «هو حديثي أو روايتي فاروه عني، وأجزت لك روايته» ويسمى هذا العمل العرض.
وأما الكتابة والمراسلة: فهي أن يكتب الشيخ مسموعاته لحاضر، أو غائب بخطه، أو بأمره.
وأما الوصية: فهي أن يوصي الشيخ عند موته أو سفره، بكتاب يرويه فلان عنه.
وأما الوجادة: فهي من فعل «وجد» فيما أخذ من صحيفة من غير سماع ولا إجازة، ولا مناولة: أي أن يحدث أحاديث وجدها بخط راويها.

### الإجازة في البيع أو غيره من العقود عند الفقهاء
إمضاؤه. والإجازة عندهم تعمل في تنفيذ الموقوف كإجازة المشتري بالخيار للبيع، لا في تصحيح الفاسد.
ويشترط في المجيز أن يكون أهلاً للتصرف، أو ينعقد به العقد، وأن يكون عالماً بالتصرف الذي أجازه، مع بقاء محل التصرف، وتكون الإجازة للعقد إما بالقول الصريح أو بالكناية أو بالفعل أو بالإشارة أو الكتابة، والإجازة تلحق الأقوال وتلحق الأفعال كالغضب واللقطة والتسلُّم، كما تتحقق الإجازة بمضي المدة في التصرفات الموقوتة وبالقرائن. ومتى أجاز الشخص التصرف نُفِّذ، وإذا ردّه بطل، ولايحق له أن يرجع عن الإجازة.

### الإجازة في الشعر
اقتران حرف الروي بما يباعده في المخرج أو أن يكون الحرف الذي يلي حرف الروي مضموماً ثم يكسر أو يفتح، ويكون حرف الروي مقيداً أو أن يتمم الشاعر البيت الذي أنشده غيره مصراعاً منه، أي أن تتم مصراع غيرك.

### إجازة مهنة التدريس
قد تكون الإجازة بالتدريس مرسوماً من الحاكم، فيصدر أمراً يسمى «التوقيع» ومعناه الإجازة والإذن بتعاطي مهنة التدريس في المدارس، ويرد المدرس على صاحب التوقيع بكتاب الشكر والقبول، ويطلب عليه اسم كتاب «الإنهاء».

### الإجازة العلمية (الطبية، والصيدلانية)
قيد الخليفة المقتدر العباسي عام 316 هـ/931م مهنة الطب في بغداد بالحصول على إجازة تخول الطبيب ممارسة المهنة. وكان الخليفة المعتصم بن هارون الرشيد، قد سبقه إلى هذا الأمر بالإيعاز إلى وزيره الإفشين أن يأمر الصيدلاني زكريا الطيفوري بضبط الصيادلة ومراقبتهم وامتحانهم وإعطائهم الإجازة بممارسة مهنة الصيدلة، وعمّ هذا التقليد من بعد ذلك في جميع أنحاء العالم الإسلامي، وكان لرئيس الأطباء، والمحتسب دور في مراقبة الأطباء والصيادلة. والتحقق من صحة إجازتهم التي حصلوا عليها من مدارس دمشق أو القاهرة أو غيرها. كالمدرسة اللبودية النجمية والمدرسة «الدينسرية» والمدرسة «الدخوارية» والبيمارستان النوري في دمشق وغيرها.

### الإجازة بنسخ الكتب
إن أقدم إجازة عثر عليها فيما يتصل بنسخ الكتب تلك التي عثر عليها العلامة أحمد محمد شاكر عند تحقيقه لكتاب «الرسالة» للإمام الشافعي في أصول الفقه، إذ ورد في نهاية النسخة المخطوطة المعول عليها في التحقيق: إجازة من ناسخ الكتاب تلميذه الربيع بن سليمان في سنة 265 هـ بالإذن في نسخ الرسالة وهي ثلاثة أجزاء وكتب الربيع بن سليمان بخطه.

### الإجازة العلمية
وهي إجازة معرفة العلوم. فإذا آنس الطالب من نفسه القوة في العلم، والتدريس والإفتاء في مجالات العلوم، وطلب من أشياخه أن يجيزوه، كالإجازات التي كان يمنحها الجامع الأزهر والمدرسة النظامية والمدرسة المستنصرية والمدرسة العمرية وجامعة القرويين والمدارس العصرونية ومدارس بخارى وسمرقند ونيسابور وقرطبة وغيرها من مدن العالم الإسلامي.

### الإجازتنامه
وبقصد بها «كتاب الإجازات» وهو مصطلح تركي متأخر ويقابله في بلاد الشام «الثبت» وكذلك «معجم الشيوخ» في بغداد وبلاد الشام، وفهرس الفهارس والفهرسة في بلاد فارس، والبرنامج في بلاد المغرب وهي: مجموع إجازات العالم، ومروياته عن شيوخه. كفهرسة ابن خيبر الإشبيلي وثبت ابن عابدين، ومعجم شيوخ الذهبي، وبرنامج شيوخ الرعيني، وفهرس الفهارس للكتاني، وتدل «إجازة نامة» في اللغة الحديثة على الشهادات الدراسية.

### إجازة الفتوةوالصوفيةوالجمعيات الحرفية
وهي إجازة يعطيها شيخ الطريقة لتلميذه وفق مراسيم معينة في احتفال خاص، وتمهر الإجازة بخاتم شيخ الطريقة ويؤخذ العهد من المريد بالتقيد بتقاليدها، وتعاليمها. وهذه الإجازة تكاد تكون متماثلة في منظومات الفتوة والأخية وأكثر الجمعيات والطرق الصوفية، كالقلندرية، والملامتية، والرفاعية، والنقشبندية، والشاذلية، والكيلانية، وغيرها.

مثال لإجازة الخط.

وإن تشابه الشعارات والتقاليد في الطرق الصوفية والفتوة والجمعيات الحرفية دليل على أنها من منبع واحد. ولم يكن يسمح لأحد بممارسة الحرفة إلا بإجازة من شيخ الكار أو «جاويش المهنة» أي النائب في احتفال خاص يدعى «الشد» ويؤخذ العهد على المنتسبين والمترقين من درجة عامل إلى معلم بالمحافظة على المهنة وأسرارها. ويتم التعارف بين المستجدين والمتقدمين في المهنة الواحدة، ويدفع المنتسب رسم الانتساب «لشيخ الكار». وقد ظلت هذه التقاليد مرعية حتى مطلع القرن العشرين وكان «شيخ الكار» في دمشق من آل العجلاني، وفي الاحتفال بإعطاء الإجازة يشد الزنار ويوسط المريد، ويشرب من كأس الفتوة ويذوق الملح. ويرجع سند الفتوة في إجازاتهم إلى سيد الفتيان علي بن أبي طالب.

### إجازة الخط
وهي إجازة يمنحها الأستاذ في الخط والزخرفة لتلميذه عندما يأنس عنده البراعة في معرفة الأقلام والخطوط والزخرفة، وتكون الإجازة على شكل لوحة «بسملة» أو «حلية» أو «دعاء» أو على شكل لفافة، أو رسالة يذكر المجيز فيها للمجاز له سلسلة الخطاطين الذين أخذ منهم وطريقتهم. وسند الخطاطين يرتقي إلى الخطاط الكبير ابن البواب (ت 413 هـ) أو الوزير المبدع ابن مقلة العباسي (ت 328 هـ) أو قبلة الخطاطين ياقوت المستعصمي (ت 698 هـ) أو غيره وتكتب الإجازة بخط «قلم الإجازة».

## أهمية الإجازة في التراث العربي
تحتل الإجازة مكانة مهمة في مجال تحقيق الكتب، إذ يمكن للمحقق أن يستنبط أموراً كثيرة منها: أسماء المجيزين، والمجاز لهم وولادتهم ووفياتهم ومؤلفاتهم، وأسماء الحاضرين والمعاصرين لهم. ونسخة النص الذي قرئ وتاريخ نسخها. والإجازات وثائق صحيحة تدل على ثقافات العلماء الماضين مما قرؤوه أو سمعوه من شيوخهم، ومصدر للتراجم والألقاب والوفيات وسنيها، ومراكز العلم في البلاد الإسلامية، والحالة الاجتماعية للمجازين ومن عاصرهم، والكتب المفقودة وأسمائها وأسماء مؤلفيها، والنسخ المذكورة في الإجازة، ورجال إسنادها أو رواتها وغير ذلك.
وما زالت الإجازة سارية المفعول عند العلماء حتى اليوم. يتداولها الأئمة والعلماء ويعتزون بنيلها والحصول عليها، سواء أكانت من الدولة أم من الأفراد.